# Pan-Amerikaanse Spelen 1975
De zevende Pan-Amerikaanse Spelen werden gehouden in 1975 in Mexico-Stad, Mexico. Het was het derde belangrijke sportevenement in Mexico binnen de 7 jaar na de Olympische Zomerspelen 1968 en het Wereldkampioenschap voetbal 1970.
Oorspronkelijk moesten de Spelen doorgaan in Santiago, Chili maar door financiële moeilijkheden en politieke onrust werden ze verplaatst naar São Paulo. Ook daar traden problemen op en werden de steden verplaatst naar Mexico-Stad.

## Medaillespiegel
| Medaillespiegel Pan-Amerikaanse Spelen 1975 | Medaillespiegel Pan-Amerikaanse Spelen 1975 | Medaillespiegel Pan-Amerikaanse Spelen 1975 | Medaillespiegel Pan-Amerikaanse Spelen 1975 | Medaillespiegel Pan-Amerikaanse Spelen 1975 | Medaillespiegel Pan-Amerikaanse Spelen 1975 |
| ------------------------------------------- | ------------------------------------------- | ------------------------------------------- | ------------------------------------------- | ------------------------------------------- | ------------------------------------------- |
| Plaats                                      | Land                                        | Goud                                        | Zilver                                      | Brons                                       | Totaal                                      |
| 1                                           | Verenigde Staten                            | 117                                         | 82                                          | 48                                          | 247                                         |
| 2                                           | Cuba                                        | 56                                          | 45                                          | 33                                          | 134                                         |
| 3                                           | Canada                                      | 19                                          | 35                                          | 40                                          | 94                                          |
| 4                                           | Mexico                                      | 9                                           | 13                                          | 38                                          | 60                                          |
| 5                                           | Brazilië                                    | 8                                           | 13                                          | 23                                          | 44                                          |
| 6                                           | Argentinië                                  | 3                                           | 5                                           | 7                                           | 15                                          |
| 7                                           | Colombia                                    | 2                                           | 4                                           | 4                                           | 10                                          |
| 8                                           | Ecuador                                     | 1                                           | 1                                           | 1                                           | 3                                           |
| 9                                           | Guyana                                      | 1                                           | 1                                           | 0                                           | 2                                           |
| 9                                           | Peru                                        | 1                                           | 1                                           | 0                                           | 2                                           |
| 11                                          | Puerto Rico                                 | 0                                           | 3                                           | 7                                           | 10                                          |
| 12                                          | Panama                                      | 0                                           | 2                                           | 2                                           | 4                                           |
| 13                                          | Venezuela                                   | 0                                           | 1                                           | 11                                          | 12                                          |
| 14                                          | Dominicaanse Republiek                      | 0                                           | 1                                           | 7                                           | 8                                           |
| 15                                          | Jamaica                                     | 0                                           | 1                                           | 3                                           | 4                                           |
| 16                                          | Nederlandse Antillen                        | 0                                           | 1                                           | 0                                           | 1                                           |
| 16                                          | Trinidad en Tobago                          | 0                                           | 1                                           | 0                                           | 1                                           |
| 18                                          | Chili                                       | 0                                           | 0                                           | 2                                           | 2                                           |
| 18                                          | Uruguay                                     | 0                                           | 0                                           | 2                                           | 2                                           |
| 20                                          | Barbados                                    | 0                                           | 0                                           | 1                                           | 1                                           |
| 20                                          | El Salvador                                 | 0                                           | 0                                           | 1                                           | 1                                           |
| 20                                          | Guatemala                                   | 0                                           | 0                                           | 1                                           | 1                                           |
| 20                                          | Nicaragua                                   | 0                                           | 0                                           | 1                                           | 1                                           |
| Totaal                                      | Totaal                                      | 217                                         | 207                                         | 232                                         | 656                                         |

1951 ·
1955 ·
1959 ·
1963 ·
1967 ·
1971 ·
1975 ·
1979 ·
1983 ·
1987 ·
1991 ·
1995 ·
1999 ·
2003 ·
2007 ·
2011 ·
2015 ·
2019 ·
2023 ·
2027